# Salaparuta
Salaparuta – miejscowość i gmina we Włoszech, w regionie Sycylia, w prowincji Trapani.
Według danych na rok 2004 gminę zamieszkiwało 1835 osób, 44,8 os./km².